# Deuce (músico)
Aron Erlichman (nacido el 2 de marzo de 1983) más conocido por su nombre artístico Deuce (antes "The Producer"), es un productor musical, cantante, compositor y artista de rap y rock estadounidense. Traído a la fama como productor, cantante / compositor y uno de los miembros fundadores de la banda de rock rap Hollywood Undead, Deuce desde entonces ha pasado a trabajos en solitario a través de la etiqueta de "Five Seven Music", una rama de Eleven Seven Music. Él también participa en un movimiento con rapero The Truth (Vardan Aslanyan) llamado "Nine Lives" (a menudo estilizado como ambos "9lives" y "Vidas IX"). Deuce lanzó su álbum debut del mismo nombre el 24 de abril de 2012, que vendió 11.425 copias en su primera semana. Deuce también ha colaborado con artistas BrokeNCYDE y Blood On The Dance Flor en el pasado.

## Primeros años
Deuce comenzó a crear música rock bajo su nombre de nacimiento de Aron Erlichman, a principios de 2001. En 2005, lanzó cuatro pistas, "Franny", "Surface Air", "Breaking Through", y "Sometimes" en Broadjam de su primer EP llamado Aron EP, el sitio de Internet de intercambio de opiniones y las calificaciones, donde obtuvo poco reconocimiento. Más tarde, co-fundador de Hollywood Undead con Jorel Decker, Matthew Busek, y Jeff Phillips, y cantó voces limpias e instrumentales producidos por la banda, hasta su marcha a principios de 2010. A principios de febrero de 2012, otras tres pistas fueron lanzadas, incluyendo "Far Away", "Fallen Stone" y "Dreams".

### Años con Hollywood Undead y su partida (2005–2010)
En el momento de la salida de Deuce, Hollywood Undead había ganado éxito con Swan Songs, que alcanzó el puesto número 2 en el Billboard 200 en su primera semana. Algunos EPs fueron vendidos, los Swan Songs B-Sides EP y las canciones Cisne Rarities EP en 2009 y 2010, respectivamente. En 2009, Hollywood Undead lanzó su primer álbum en vivo, Desperate Measures, que alcanzó el número 9 en el Billboard 200.
A finales de 2009, Deuce dejó Hollywood Undead después de tener varios problemas con la banda. Más tarde escribió una canción titulada 'Story of a Snitch' sobre Hollywood Undead,  acusa de "soplón" a un miembro de la banda, su mejor amigo J-Dog. Las letras consisten principalmente de obscenidades e insultos dirigidos hacia Hollywood Undead, también haciendo afirmaciones como le apalizaron fuera de la banda. Charlie Scene (Jordon Terrel) dijo en una entrevista para Rock World Famous que Deuce no se presentó en la gira después de que la banda se negó a seguir pagando más de $ 800 por semana para llevar a lo largo de su anónimo "asistente personal", a quien había pagado por casi 4 meses. La banda también ha explicado que se trataba de una lucha que tenía Deuce en el grupo. En una entrevista con Da Kurlzz (Matthew Busek) declaró: "Era tan malo, que yo no creo que hubiera sido otro expediente si todavía estuviera con nosotros. Nos hizo lo imposible para acomodar Deuce". Deuce más tarde respondió a esto en su propia entrevista con Estrellas Bryan que el asistente personal Charlie Scene hablaba era, de hecho, Jimmy Yuma. Jimmy Yuma dijo que fue pagado por Deuce de su propio bolsillo para que configurara el equipo para él, y que la banda no tenía que pagar nada hasta que comenzara la creación de su equipo en la gira también. Deuce también se menciona en la misma entrevista que él no se presentó a la gira en cuestión porque había recibido una llamada telefónica del director antes que afirmaba que la banda había "roto" y le dijo que no fuera de gira.
Deuce en Alboroto Festival 2012
Durante una entrevista con Radio JackedUp, los estados Deuce que una de las diferencias que tuvo con Hollywood Undead había terminado con una cuenta personal de Twitter. Deuce afirma que cuando comenzó a conectar con los fanes a través de Twitter que se le dijo que "si sigues en Twitter, usted "No vamos a permitir que salir de gira".
Al momento de firmar con A & M / Octone con Hollywood Undead en el 2008, los estados Deuce que también fue firmado como artista en solitario. Se daría a conocer su primer EP de 4 pistas, The Two Thousand Eight EP, que contenía las canciones "The One", "Gravestone", "Hollyhood Vacations" (con Truth) y "Deuce Dot Com", todos los cuales 4 años después ser remasterizado y lanzado en su álbum debut, el último de los dos bonus tracks que son. El EP fue lanzado a través de iTunes y recibió poco éxito. Poco después de Deuce fue expulsado de la banda, el EP desapareció de iTunes. Deuce acusó a la marca de incumplimiento de las condiciones iniciales del contrato y posteriormente demandó a la empresa en virtud de esta acusación. Deuce descubrió un vacío legal que reveló que estaba autorizado a producir remixes / canciones mixtape estilo utilizando los instrumentales de otros músicos, siempre y cuando él no incurrió en un beneficio.
Una de las otras teorías por las cuales Deuce pudo ser expulsado fue por sus celos hacia Vanessa James (Novia de J-Dog) ya que él estaba muy enamorado de ella. A consecuencia de sus celos surgieron rumores de que Deuce violaba a Vanessa y también fotografiaba a J-Dog estando desnudo en las duchas. Esto molestó a los demás integrantes de Hollywood Undead, los cuales se sentían incómodos y finalmente decidieron echarle.

### Nine Lives(2011-2013)
Deuce había completado el trabajo para su álbum debut a finales de 2011. El álbum fue programado para ser lanzado 27 de marzo de 2012 por Five Seven Music, sin embargo se retrasó hasta abril 24. La carátula del álbum de Nine Lives fue puesto en libertad el 10 de febrero por Loudwire quien también anunció que se uniría a Deuce artistas Blood On The Dance Floor, brokeNCYDE, el conejito de El Oso, William Control, el día de Año Nuevo, Polkadot Cadaver, y Haley Rose en el "Fight To Unite Tour". 
El primer sencillo, "Let's Get It Crackin'", fue lanzado el 28 de noviembre de 2011 con un video musical y características Jeffree Star, el segundo single del álbum, "América", fue creado inicialmente para ser lanzado el 17 de enero de 2012, pero fue puesto en libertad una semana antes del 10 de enero debido a una fuga del video musical completo en diciembre de 2011. Deuce comentó en el álbum, diciendo: "Este disco tiene ese sonido Deuce firma y es similar en sabor a lo que he creado en Swan Songs, pero completamente sin restricciones y clasificación NC-17. Me tomó de la mierda que no podía escapar con el Swan Songs y se lo llevó a otro nivel de Nine Lives. Si te gustó lo que hice antes, te encantará este ... ". Los álbumes de terceros y último single antes de la liberación fue titulado "Help Me". La canción se burla de la industria de la música en general y en particular de James Diener A & M / Octone. La canción se filtró el 27 de marzo y publicado oficialmente el 4 de abril. El video musical fue programada para ser estrenada por tema caliente en una fecha no especificada, sin embargo fue filtrada por Vevo para debido a un malentendido en Xbox cuando la liberación estaba programada en realidad, independientemente del tema de fugas, calientes aún revelado tanto en la versión censurada y sin censura del video como ya se ha arreglado.
En una entrevista realizada por Gibson guitarras, Deuce habló de la inspiración de su single "America". "Estaba pasando por un mal momento, y estaba realmente triste. Entonces dije, 'No me importa lo mala que sea mi vida, solo voy a aceptarla y usarla en mi beneficio.". Al comparar Nueve Vidas "" a "Cantos del cisne", dijo Deuce "No es como la última vez en que había tanta gente, ahora todo Deuce. Antes eran personas que no eran productores y no-escritores de canciones tratando de cambiar las cosas, y ahora es sólo Deuce y puedo hacer exactamente lo que quiero."
Nueve vidas terminaron vendiendo 11.425 copias en su primera semana, alcanzando el número # 37.
Un EP remix, titulado "REMIXXXED Deuce", fue lanzado el 5 de mayo de 2012 para libre con remixes de ambos "América" y "Vamos a hacerlo Crackin '". El 3 de julio, un sencillo fue lanzado para el Día de la Independencia, que fue llamado el "America (n) Individual Pride", que contenía "América", dos remixes y el video musical de iTunes.
El 17 de julio de 2012 Deuce publicado un remix de "I Came To Party" con "mix Rock" en poner entre paréntesis a través de su cuenta de Twitter. La canción tiene un toque de rock pesado que el original, incluyendo un nuevo verso al principio. Cantante de rap, voz de la verdad se eliminan, sino que todavía está mencionado en la canción.

### Invincible(2014-Actualidad)
En mayo de 2013, Deuce también confirmó que ha estado trabajando en un segundo disco y ya se ha registrado en las ideas y el trabajo en material de larga duración para las canciones. Y también con la esperanza de tener colaboraciones en sus canciones de rock.  Deuce había publicado en Facebook que lanzará nuevo material alrededor de la Navidad y que él estaría colaborando con Ronnie Radke de Falling in Reverse y también lanzará otro nuevo material de su propio.  El 17 de octubre de 2013, la hermana de Deuce, Arina Chloe lanzó un sencillo que contó con Deuce titulada "Will You Cry for Me".
El 28 de marzo de 2014, Deuce realizó por primera vez fuera de los Estados Unidos en Moscú, Rusia. Deuce también realizó una nueva canción llamada "Nightmare" de su próximo álbum, y anunció que su lanzamiento sería en el verano. A principios de 2014, Bryan Lay detuvo al hombre bombo de Deuce con el fin de trabajar en su mixtape "Initiation Part 2". Los dos aún permanecen en buenos términos. En mayo, Deuce anunció que su colaborador habitual, y el rapero, Gadjet, sería el nuevo hombre bombo de la banda a través de Instagram. Deuce confirmó que Gadjet haría otra aparición en su próximo proyecto.

## Discografía

### Con Hollywood Undead (2005-2010)
- 2008: Swan Songs
- 2008: Christmas In Hollywood
- 2009: Desperate Measures
- 2009: Swan Songs B-Sides EP
- 2010: Swan Songs Rarities EP

### Como solista
- 2012: Nine Lives
- 2017: Invincible
- 2018: Nightmare

| Year | Album      | Label            | Chart peaks | Chart peaks | Chart peaks | Chart peaks | Chart peaks  |
| Year | Album      | Label            | US          | US Rock     | US Alt.     | US Ind.     | US Hard Rock |
| ---- | ---------- | ---------------- | ----------- | ----------- | ----------- | ----------- | ------------ |
| 2012 | Nine Lives | Five Seven Music | 37          | 13          | 9           | 7           | 2            |

### Sencillos
| Year | Song                                                                  | US Rock | US Main. | Album      |
| ---- | --------------------------------------------------------------------- | ------- | -------- | ---------- |
| 2011 | "Let's Get It Crackin'" (featuring Jeffree Star)                      | —       | —        | Nine Lives |
| 2012 | "America"                                                             | 41      | 16       | Nine Lives |
| 2012 | "Help Me"                                                             | —       | —        | Nine Lives |
| 2012 | "Nobody Likes Me" (featuring Truth and Ronnie Radke)                  | —       | —        | Nine Lives |
| 2012 | "I Came To Party (Rock Radio Mix)" (featuring Truth and Travie McCoy) | —       | 33       | Party Pack |